# 宽萼口药花
宽萼口药花（学名：Jaeschkea canaliculata）为龙胆科口药花属下的一个种。